# Nassim Bounekdja
Nassim Bounekdja (en arabe : نسيم بونقجة), né le 23 octobre 1976 à El Biar (Alger), est un footballeur international algérien qui évoluait au poste de défenseur. 
Il compte 8 sélections en équipe nationale entre 1998 et 2002 et participe à la CAN 2002.

## Biographie

### Carrière en club
Nassim Bounekdja joue plus de 150 matchs en première division algérienne, principalement avec l'équipe du Chabab Riadhi Belouizdad.

### Carrière internationale
Bounekdja fait ses débuts au sein de l'équipe nationale algérienne le 31 juillet 1998, lors d'un match de qualification à la Coupe d'Afrique des nations 2000 contre la Libye.
Lors de la phase finale de la CAN 2002 organisée au Mali, il ne joue qu'un seul match, contre le pays organisateur. Il est sur le banc des remplaçants lors des rencontres face au Nigeria et au Liberia.

## Palmarès
- Champion d'Algérie en 2000 et 2001 avec le CR Belouizdad.
- Finaliste de la coupe d'Algérie en 2003 avec le CR Belouizdad.
- Vainqueur de la coupe de la Ligue en 2000 avec le CR Belouizdad.